# Aseptis extersa
Aseptis extersa är en fjärilsart som beskrevs av Walker 1865. Aseptis extersa ingår i släktet Aseptis och familjen nattflyn. Inga underarter finns listade i Catalogue of Life.